# چوب تکیه‌گاه
چوب تکیه‌گاه یک میله چوبی با سری‌ای از چرم نرم یا بالشتک کوچکی است که توسط نقاشان به عنوان تکیه‌گاه برای دستی که قلم مو را نگه می‌دارد استفاده می‌شود.
هنرمندان اروپایی در نقاشی‌های قرن ۱۶ تا ۱۹ میلادی، چوب تکیه‌گاه را در بسیاری از خودنگاره‌ها به عنوان بخشی از وسایل نقاش به تصویر کشیده‌اند.

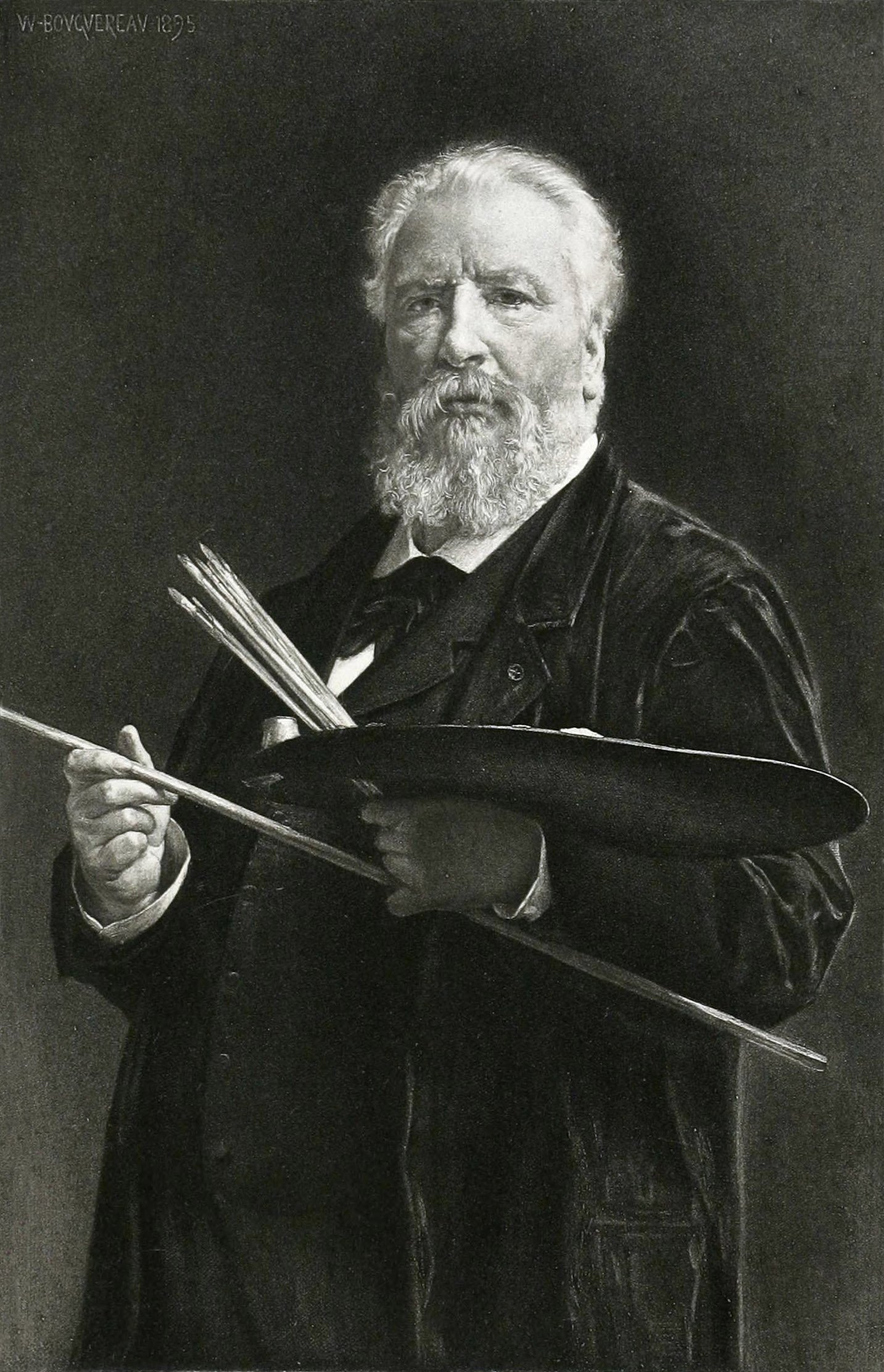
ابزار نقاشی در دستان ویلیام-آدولف بوگرو
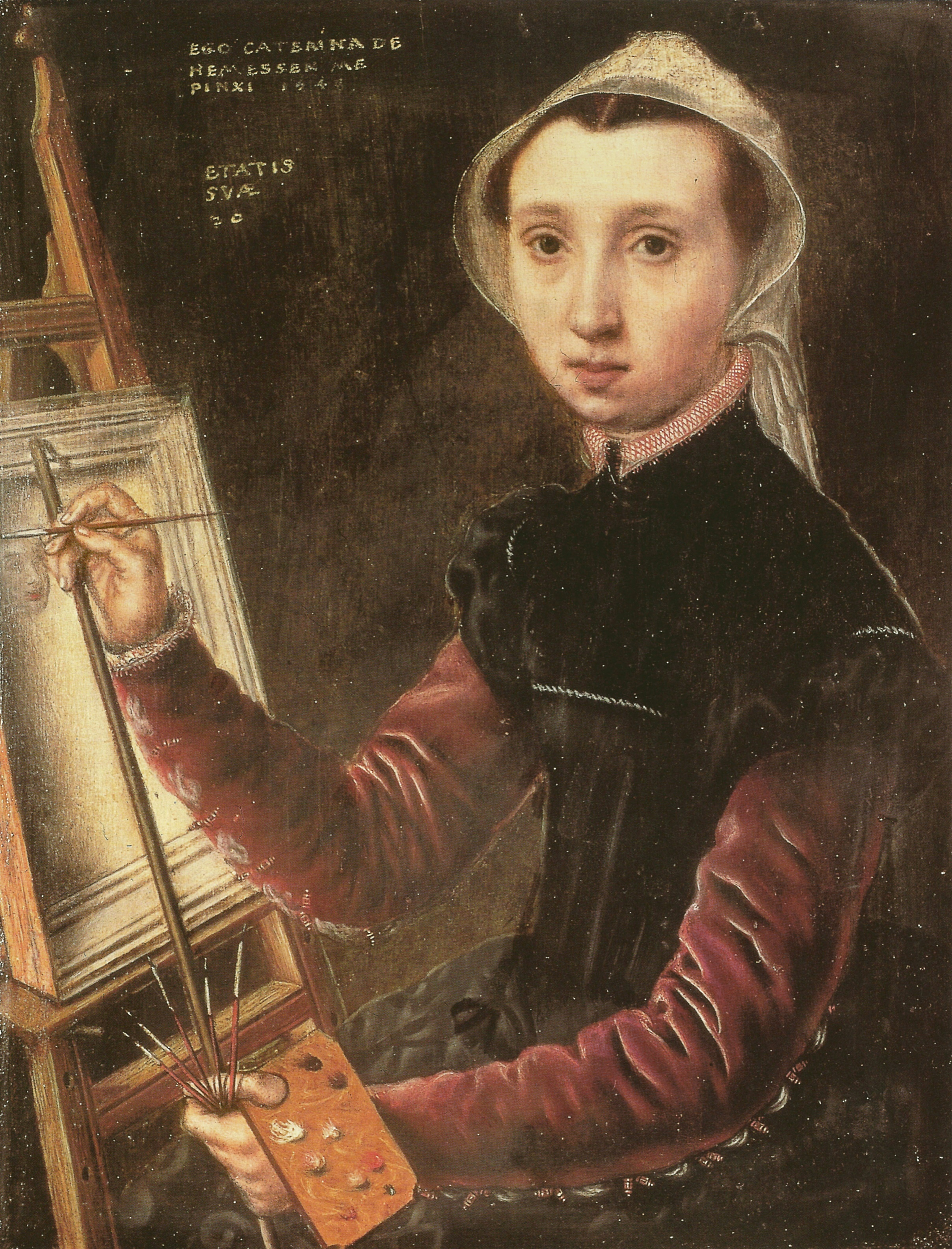
خودنگاره کاترینا ون همسن
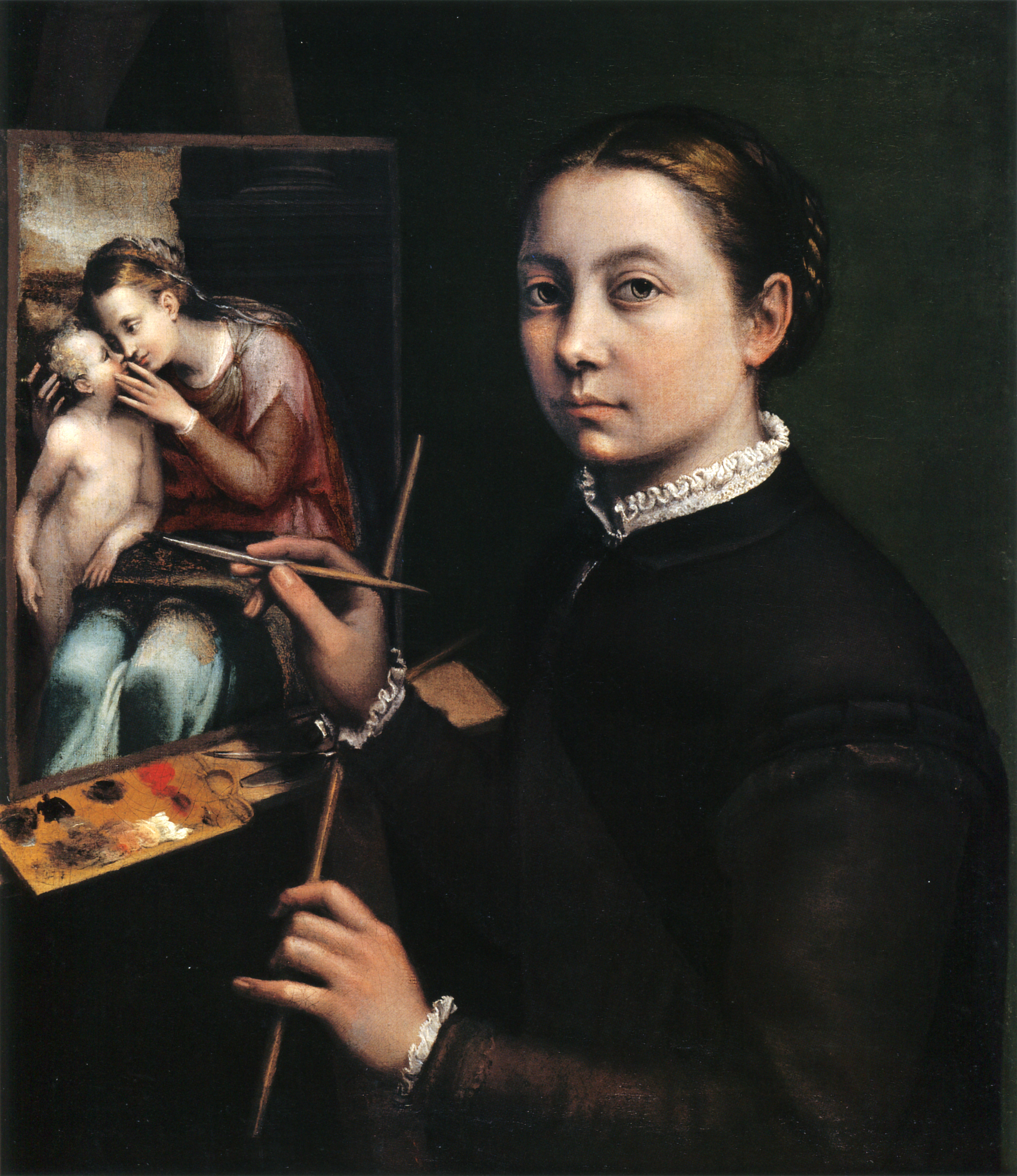
چهره‌ای از سوفونیسبا آنگیسولا
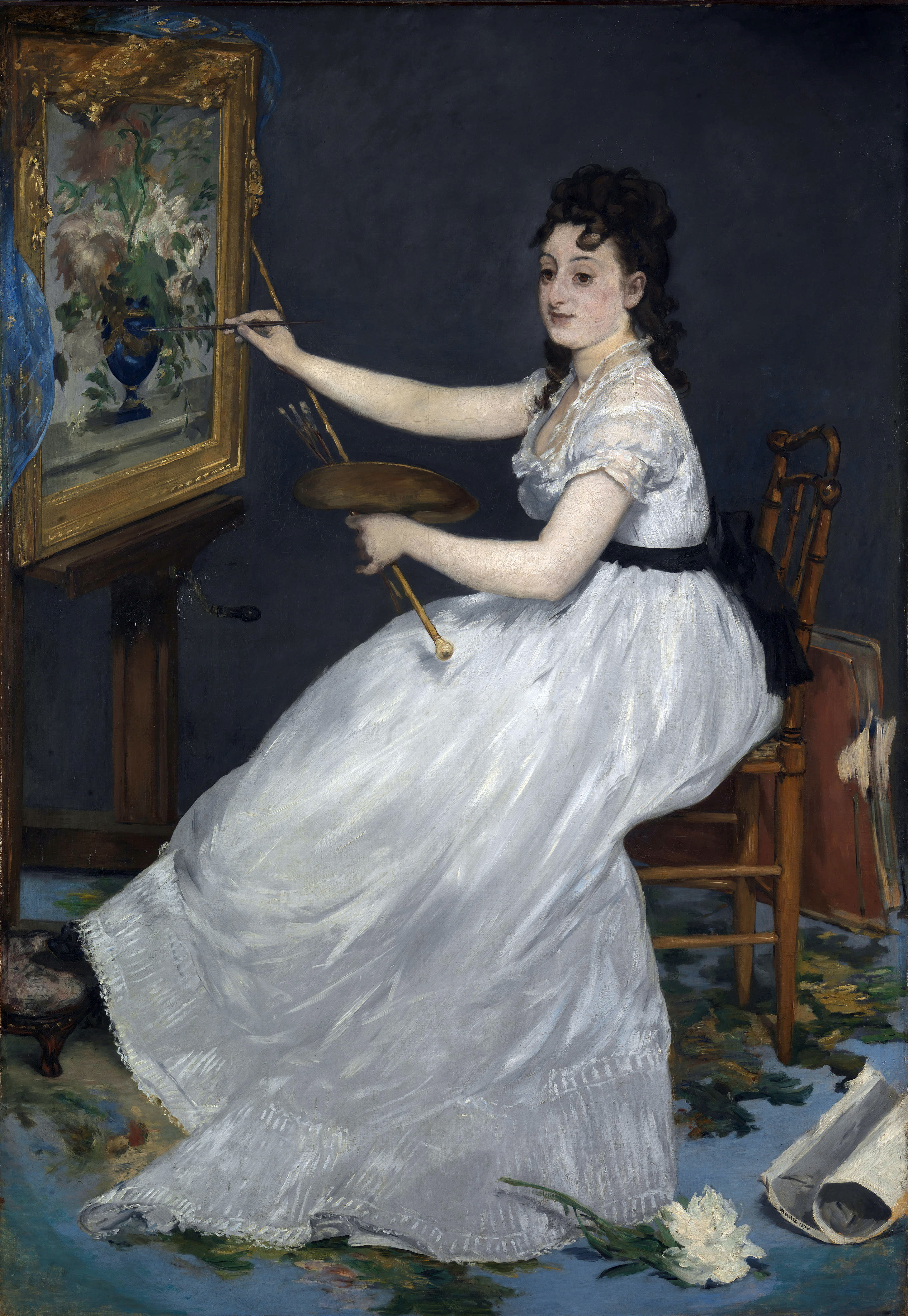
چهره اوا گونزالس اثر ادوارد مانه
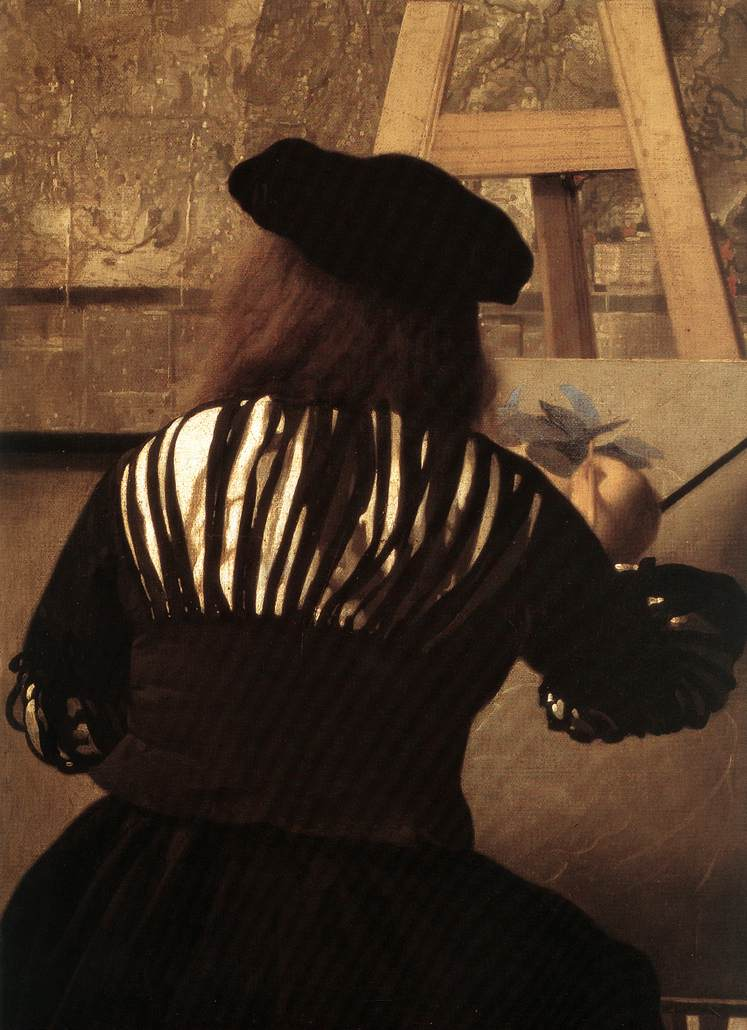
بخشی از هنر نقاشی اثر یوهانس فرمیر که نقاش در دستش چوب تکیه‌گاه گرفته‌